# Джейд Нілсен
Джейд Нілсен  (англ. Jade Neilsen, 24 липня 1991) — австралійська плавчиня, олімпійська медалістка.

## Виступи на Олімпіадах
| Олімпіада   | Дисципліна                      | Місце |
| ----------- | ------------------------------- | ----- |
| Лондон 2012 | естафета 4 × 200 вільним стилем | 2     |